# Strategic Arms Limitation Talks
De Strategic Arms Limitation Talks (SALT) (Russisch: Переговоры об ограничении стратегических вооружений, ПОСВ; Peregovors ob ogranitsjenii strategitsjeskich vooroezjeni, POSV) waren twee rondes van bilaterale gesprekken en bijbehorende internationale verdragen tussen de Sovjet-Unie en de Verenigde Staten, de supermachten uit de Koude Oorlog, over het probleem van de wapenwedloop. Er waren twee rondes van gesprekken en verdragen: SALT I en SALT II.
De onderhandelingen begonnen in 1969 in Helsinki tussen de Verenigde Staten en de Sovjet-Unie om het aantal nucleaire wapens van beide landen te verminderen. De beide verdragen hebben geleid tot START (Strategic Arms Reduction Treaty). START I (een overeenkomst uit 1991 tussen de VS en de SU) en START II (een overeenkomst uit 1993 tussen de VS en Rusland) plaatsten specifieke maximumaantallen op het arsenaal aan nucleaire wapens.

## SALT I
SALT I vond plaats vanaf 17 november 1969 tot mei 1972 met een serie ontmoetingen in Helsinki en Wenen. Het verdrag bevroor het aantal nucleaire lanceerinstallaties op de al bestaande hoeveelheden.

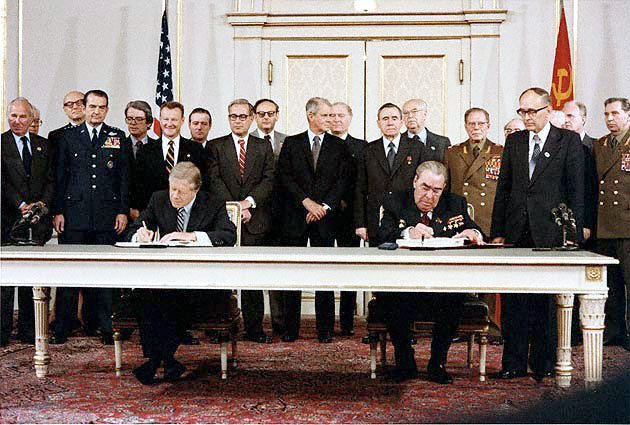
Secretaris-generaal van de Communistische Partij van de Sovjet-Unie Leonid Brezjnev en Jimmy Carter ondertekenen SALT II op 18 juni 1979 in Wenen.

## SALT II
SALT II was een tweede ronde van gesprekken die plaatsvond tussen 1972 en 1979 tussen de VS en de Sovjet-Unie welke probeerde het aantal nucleaire wapens te beperken. Het was het vervolg van de vorderingen die gemaakt waren tijdens SALT I.
Een overeenkomst om het aantal lanceerinstallaties te beperken werd bereikt op 18 juni 1979 en werd ondertekend door Secretaris-generaal van de Communistische Partij van de Sovjet-Unie Brezjnev en de president van de Verenigde Staten Jimmy Carter. Zes maanden na het ondertekenen begon de Sovjet-Unie de Afghaanse Oorlog (1979-1989) om haar invloed daar te handhaven, waarmee het einde van de ontspanning tussen Oost en West werd ingeluid. Daarom werd het verdrag nooit geratificeerd door de Amerikaanse Senaat. Beide partijen hielden zich echter wel aan de overeenkomst.
De hierop volgende discussies vonden plaats onder de Strategic Arms Reduction Treaty (START) en de Comprehensive Test Ban Treaty.